# ألفرد كونكلينج كوكس سينيور
ألفرد كونكلينج كوكس سينيور (بالإنجليزية: Alfred Conkling Coxe, Sr.) هو محامي وقاضي أمريكي، ولد في 20 مايو 1847 في أوبورن في الولايات المتحدة، وتوفي في 15 أبريل 1923.